# František Černý (hudebník)
František Černý (* 29. října 1957 Svitavy) je moravský zpěvák, kytarista a herec. Je kapelníkem skupiny Čechomor, jejímž členem je od založení.

## Životopis
Černý se narodil ve Svitavách, vyučil se hodinářem. Hudbě se aktivně věnuje od 15 let. Koncem osmdesátých let 20. století se věnoval převážně folkové hudbě, působil ve skupinách Kanafas, Povijan (vítěz Porty 1985, 1986 a 1989), Kapitol a Verze 5. V té době rovněž působil v loutkohereckém souboru. Černý také působil jako herec, jeho nejznámější role je role taxikáře ve filmu Petra Zelenky Knoflíkáři. Jednu z větších rolí si zahrál také ve filmu Rok ďábla (2002).
Černý však nejvíce proslul díky angažmá ve skupině Čechomor, kterou založil v roce 1988. Ze zakládajících členů zbyl pouze on, hraje na kytary všeho druhu a je hlavním zpěvákem. Společně s Karlem Holasem reprezentují skupinu v médiích.
Má manželku Marii a má 4 děti. Dlouhodobě žije v Praze.

## Diskografie
- 1991 – Dověcnosti (Českomoravská hudební společnost)
- 1995 – Sto cukrů (Povijan)
- 1996 – Mezi horami (Českomoravská hudební společnost)
- 2000 – Čechomor (Českomoravská hudební společnost)
- 2002 – Rok ďábla (Jaromír Nohavica + Čechomor)
- 2002 – Čechomor Live
- 2003 – Proměny tour 2003
- 2004 – Čechomor 1991-1996
- 2005 – Co sa stalo nové
- 2006 – Stalo sa živě (CD i DVD)
- 2007 – Sváteční Čechomor
- 2008 – OST – Svatba na bitevním poli
- 2008 – Pověsti moravských hradů a zámků
- 2009 – Pověsti českých hradů a zámků
- 2009 – Pověsti slezských hradů a zámků
- 2010 – Písně z hradů a zámků
- 2010 – Pověsti moravských, českých a slezských hradů (Komplet)
- 2011 – Místečko
- 2011 – V Národním divadle
- 2018 – Nadechnutí

## Filmografie
- 1997 – Knoflíkáři
- 1997 – Okno (televizní film)
- 1999 – Kanárek
- 2002 – Rok ďábla
- 2018 – Úsměvy smutných mužů